# Långtjärnen (Ströms socken, Jämtland, 708989-149144)
Långtjärnen är en sjö i Strömsunds kommun i Jämtland och ingår i Ångermanälvens huvudavrinningsområde.